# Тисовац (планина)
Тисовац је планина јужно од Бањалуке у Републици Српској, БиХ. Грађена је од кречњака и лапорца. Највиши врх Бијела Стијена износи 1177 метара. Западним подножјем води пут Бањалука—Јајце.